# SN 2010kh
SN 2010kh – supernowa typu IIb odkryta 18 listopada 2010 roku w galaktyce UGC 11657. W momencie odkrycia miała maksymalną jasność 17,40m.